# Sławomir Szmal
Sławomir Szmal, poljski rokometaš, * 2. oktober 1978, Strzelce Opolskie.
Leta 2008 je na poletnih olimpijskih igrah v Pekingu v sestavi poljske reprezentance osvojil 5. mesto.